# Doris Svedlund
Doris Eugenia Svedlund, född 11 december 1926 i Maria Magdalena församling i Stockholm, död 7 september 1985 i Annedal, Göteborg, var en svensk skådespelare. Hon var gift med skådespelaren Sören Alm.

## Biografi
Svedlund växte upp i stadsdelen Södermalm i Stockholm som dotter till en trädgårdsarbetare. Skådespelarintresset tog fart redan som barn och 1943–1944 utbildade hon sig vid Gösta Terserus' teaterskola. Därefter följde studier vid Dramatens elevskola, varefter hon fick anställning på samma teater. 1946 kom hennes scengenombrott i rollen som Eleonora i August Strindbergs Påsk. Samma år gjorde hon även sin filmdebut i När ängarna blommar.
På Dramaten stannade hon fram till 1961 då hon lämnade Stockholm för Göteborg. 1961–1964 var hon vid Folkteatern och därefter vid Göteborgs stadsteater, där hon blev kvar fram till sin död 1985. Hon gjorde sin sista scenroll som Titania i Botho Strauss' Parken.
1952 mottog hon Teaterförbundets Gösta Ekman-stipendium. Hon är gravsatt i minneslunden på Västra kyrkogården i Göteborg.

## Filmografi
- 1946 – När ängarna blommar
- 1949 – Fängelse
- 1949 – Smeder på luffen
- 1949 – Bohus Bataljon
- 1950 – Den vita katten
- 1951 – Frånskild
- 1952 – Möte med livet
- 1952 – Kärlek
- 1954 – Gud Fader och tattaren
- 1954 – Café Lunchrasten
- 1954 – När man löper julklappar
- 1954 – Blondie, Biffen och Bananen
- 1954 – Foreign Intrigue (TV-serie)
- 1955 – Våld
- 1955 – Ute blåser sommarvind
- 1955 – Paradiset
- 1955 – Ensam
- 1955 – Leka med elden
- 1956 – Moln över Hellesta
- 1956 – Den långa julmiddagen
- 1957 – Möten i skymningen
- 1958 – Påsk
- 1960 – En av sju
- 1960 – En löskekarl
- 1960 – Diana går på jakt
- 1961 – Dacke
- 1961 – Frisöndag
- 1962 – På jakt efter lyckan
- 1962 – Dödens arlekin
- 1962 – Halsduken (TV-serie)
- 1967 – Grannar (TV-serie)
- 1968 – Slättemölla by (TV-serie)
- 1972 – Mannen från andra sidan
- 1975 – Kulstötaren
- 1976 – A.P. Rosell, bankdirektör (TV-serie)
- 1977 – Lära för livet (TV-serie)
- 1978 – Strandfyndet (TV-serie)
- 1978 – Streber
- 1982 – Om kärlek är... (TV-serie)
- 1983 – Utflykten
- 1984 – Vargen
- 1984 – Träpatronerna (TV-serie)
- 1985 – Rid i natt! (TV-serie)
- 1986 – Gösta Berlings saga (TV-serie)

## Teater

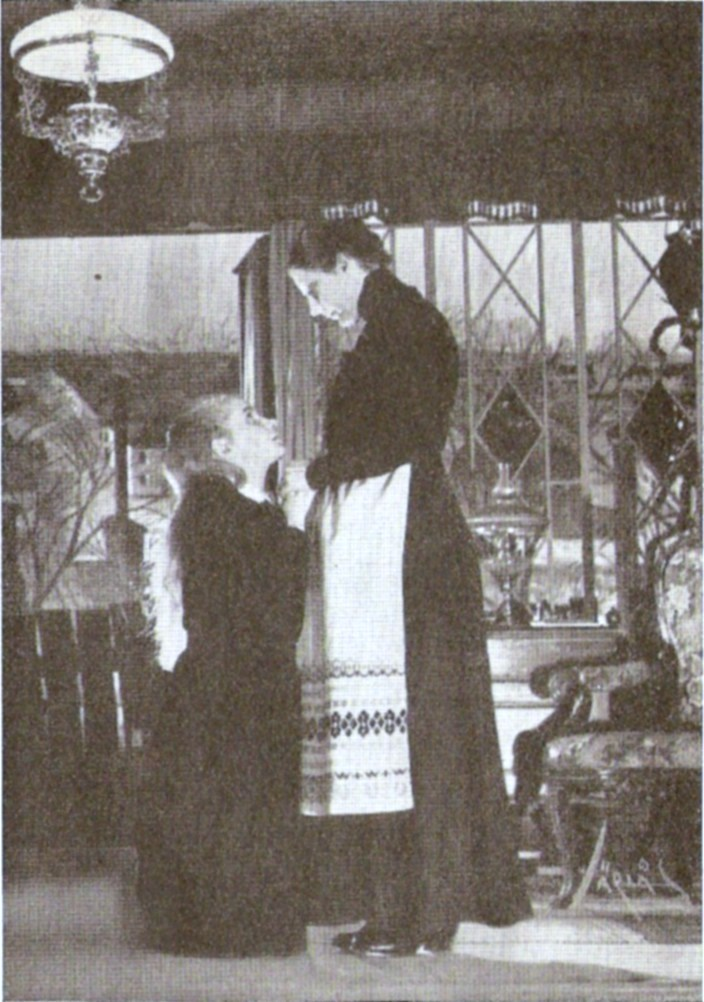
Doris Svedlund som Eleonora och Dora Söderberg som Modern i en uppsättning av August Strindbergs Påsk vid Dramatens studio 1946.

### Roller
| År   | Roll             | Produktion                                                  | Regi                | Teater                |
| ---- | ---------------- | ----------------------------------------------------------- | ------------------- | --------------------- |
| 1949 | Lisa             | Lycko-Pers resa August Strindberg                           | Göran Gentele       | Dramaten              |
| 1950 | Gerd             | Brand Henrik Ibsen                                          | Alf Sjöberg         | Dramaten              |
| 1950 | Irma             | Tokiga grevinnan Jean Giraudoux                             | Olof Molander       | Dramaten              |
| 1950 | Karin Månsdotter | Erik XIV August Strindberg                                  | Alf Sjöberg         | Dramaten              |
| 1951 | Fanny            | Det hände i Marseille Marcel Pagnol                         | Erik Berglund       | Riksteatern           |
| 1955 |                  | Spela min källa Axel Strindberg                             | Kurt-Olof Sundström | Ronneby brunn         |
| 1961 | Mary Black       | Mamma San Leonard Spigelgass                                | Gustaf Molander     | Vasateatern           |
| 1961 | Kate Keller      | Miraklet William Gibson                                     | Per Gerhard         | Vasateatern           |
| 1963 | Mary McKellaway  | Mary, Mary Jean Kerr                                        | Hans Bergström      | Folkteatern, Göteborg |
| 1963 | Laura            | Hus med dubbel ingång Pedro Calderón de la Barca            | Kurt-Olof Sundström | Folkteatern, Göteborg |
| 1964 |                  | Famfam Jean-Pierre Ferrier, Ricet Barrier och Bernard Lelou | Jackie Söderman     | Folkteatern, Göteborg |
| 1964 | Angora           | Spel om lycka Françoise Sagan                               | Ellen Isefiær       | Folkteatern, Göteborg |
| 1964 | Julia            | Två herrar från Verona William Shakespeare                  | Kurt-Olof Sundström | Folkteatern, Göteborg |
| 1965 | Sue Barker       | De kärlekslösa William Inge                                 | Helge Hagerman      | Folkteatern, Göteborg |
| 1965 | Sorel Bliss      | Höfeber Noël Coward                                         | Kurt-Olof Sundström | Folkteatern, Göteborg |
| 1980 | Tamara           | Fullmakten Nikolaj Erdman                                   | Ernst Günther       | Göteborgs stadsteater |

## Radioteater

### Roller
| År   | Roll                                  | Produktion                                 | Regi          |
| ---- | ------------------------------------- | ------------------------------------------ | ------------- |
| 1948 | Octavia                               | Antonius och Kleopatra William Shakespeare | Alf Sjöberg   |
| 1953 | Luise, trädgårdsmästarens brorsdotter | Midsommar August Strindberg                | Palle Brunius |
| 1957 | Agneta Hansson                        | Grönt för mord Folke Mellvig               | Arne Mattsson |